# Svjetlosna sekunda
Svjetlosna sekunda jedinica je duljine korisna u astronomiji, telekomunikacijama i relativističkoj fizici. Definira se kao udaljenost koju svjetlost prijeđe u slobodnom prostoru u jednoj sekundi, a jednaka je točno 299,792,458 metara.
Baš kao što druga čini osnovu za druge jedinice vremena, svjetlosna sekunda može činiti osnovu za druge jedinice dužine, u rasponu od svjetlosne nanosekunde (299.8 mm ili malo ispod jedne međunarodne stope) do svjetlosne minute, svjetlosnog sata i svjetlosnog dana, koji se ponekad koriste u popularnim znanstvenim izdanjima. Trenutno korištena svjetlosna godina također je trenutno definirana kao jednaka točno 31.557.600 svjetlosnih sekundi, jer se definicija godine temelji na julijanskoj godini (a ne gregorijanskoj godini) od 365,25 dana, svaka od 86400 SI sekunde.

## Upotreba u telekomunikacijama
Komunikacijski signali na Zemlji rijetko putuju točno brzinom svjetlosti u slobodnom prostoru. Udaljenosti u djelićima svjetlosne sekunde korisne su za planiranje telekomunikacijskih mreža.
- Jedna svjetlosna nanosekunda iznosi gotovo 300 milimetara (299,8 mm, 5 mm manje od jedne stope), što ograničava brzinu prijenosa podataka između različitih dijelova velikog računala.
- Jedna svjetlosna mikrosekunda je oko 300 metara.
- Srednja udaljenost, iznad kopna, između suprotnih strana Zemlje je 66,8 svjetlosne milisekunde.
- Komunikacijski sateliti obično su 1,373 svjetlosne milisekunde (niska zemaljska orbita) do 119,4 svjetlosnih milisekundi (geostacionarna orbita) od površine Zemlje. Stoga će uvijek doći do kašnjenja od najmanje četvrtine sekunde u komunikaciji putem geostacionarnog satelita (119,4 ms puta 2); ovo je kašnjenje upravo uočljivo u prekooceanskom telefonskom razgovoru usmjerenom prema satelitu. Odgovor će također kasniti s četvrtinom sekunde i to je jasno uočljivo tijekom intervjua ili rasprava na TV-u kad se šalju satelitskim putem.

## Upotreba u astronomiji
Svjetlosna sekunda prikladna je jedinica za mjerenje udaljenosti u unutarnjem Sunčevom sustavu, budući da vrlo odgovara radiometrijskim podacima koji se koriste za njihovo određivanje. (Poklapanje nije točno za promatrača sa Zemlje zbog vrlo male korekcije za učinke relativnosti.) Vrijednost astronomske jedinice (otprilike udaljenost između Zemlje i Sunca) u svjetlosnim sekundama osnovno je mjerenje za izračunavanje modernih efemerida (tablice položaja planeta). Obično se navodi kao "svjetlosno vrijeme za jediničnu udaljenost" u tablicama astronomskih konstanti, a njegova trenutno prihvaćena vrijednost je 499.004786 385 (20) s.
- Srednji promjer Zemlje je oko 0,0425 svjetlosnih sekundi.
- Prosječna udaljenost između Zemlje i Mjeseca (mjesečeva udaljenost) je oko 1,228 svjetlosnih sekundi.
- Promjer Sunca je oko 4.643 svjetlosne sekunde.
- Prosječna udaljenost između Zemlje i Sunca (astronomska jedinica) je 499,0 svjetlosnih sekundi.

Mogu se definirati višekratnici svjetlosne sekunde, iako se osim svjetlosne godine više koriste u popularnim znanstvenim publikacijama nego u istraživačkim radovima. Na primjer, svjetlosna minuta je 60 svjetlosnih sekundi, a prosječna udaljenost između Zemlje i Sunca je 8.317 svjetlosne minute.
| Jedinica           | Definicija                                              | Ekvivalentna udaljenost u | Ekvivalentna udaljenost u | Ekvivalentna udaljenost u | Primjer |
| Jedinica           | Definicija                                              | m                         | km                        | milja                     | Primjer |
| ------------------ | ------------------------------------------------------- | ------------------------- | ------------------------- | ------------------------- | --- |
| svjetlosna sekunda |                                                         | 299792 458 m              | 2.998× 10 5 km            | 1.863× 10 5 mi            | Prosječna udaljenost od Zemlje do Mjeseca je oko 1.282 svjetlosne sekunde                                                                              |
| svjetlosna minuta  | 60 svjetlosnih sekundi                                  | 17987 547 480 m           | 1.799× 10 7 km            | 1.118× 10 7 mi            | Prosječna udaljenost od Zemlje do Sunca je 8.317 svjetlosne minute                                                                                     |
| svjetlosni sat     | 60 svjetlosnih minuta = 3600 svjetlosnih sekundi        | 1079 252 848 800 m        | 1.079× 10 9 km            | 6.706× 10 8 mi            | Velika poluos Plutonove orbite iznosi oko 5.473 svjetlosnih sati                                                                                       |
| svjetlosni dan     | 24 svjetlosna sata = 86400 svjetlosnih sekundi          | 25902 068 371 200 m       | 2.590× 10 10 km           | 1.609× 10 10 mi           | Sedna je trenutno udaljena 0,52 svjetlosna dana od Sunca; na orbiti koja varira od perihela od 0,44 svjetlosnih dana do afela od 5,41 svjetlosnih dana |
| svjetlosni tjedan  | 7 svjetlosnih dana = 604800 svjetlosnih sekundi         | 181314 478 598 400 m      | 1.813× 10 11 km           | 1.127× 10 11 mi           | Smatra se da se Oortov oblak proteže između 41 i 82 svjetlosna tjedna od Sunca                                                                         |
| svjetlosna godina  | 365,25 svjetlosnih dana = 31557 600 svjetlosnih sekundi | 9460 730 472 580 800 m    | 9.461× 10 12 km           | 5.879× 10 12 mi           | Proxima Centauri je najbliža zvijezda Suncu, udaljena oko 4,24 svjetlosne godine                                                                       |